# Pseudohynobius puxiongensis
Pseudohynobius puxiongensis is een salamander uit de familie Aziatische landsalamanders (Hynobiidae). De soort werd voor het eerst wetenschappelijk beschreven door Liang Fei en Chang-yuan Ye in 2000.

## Naamgeving
Pseudohynobius puxiongensis was lange tijd de enige soort uit het geslacht Protohynobius en de onderfamilie Protohynobiinae. Dit onderscheid was gebaseerd op een uniek kenmerk; een botje in de schedel dat bij geen enkele andere salamander voorkomt. Tegenwoordig wordt deze aparte status niet meer erkend en is de salamander toegewezen aan het geslacht Pseudohynobius.

## Uiterlijke kenmerken
De salamander heeft een relatief klein en enigszins afgeplat lichaam met goed ontwikkelde ledematen. De huid is relatief glad en de staart is korter dan het lichaam. Aan de voorpoten zijn vier vingers aanwezig en de achterpoten dragen vijf tenen.

## Verspreidingsgebied
Pseudohynobius puxiongensis is endemisch in China. Over de biologie en levenswijze is weinig bekend.